# Правда (Днепропетровская область)
Правда (укр. Правда) — село (до 2024 года — посёлок) в Васильковской поселковой общине Синельниковского района Днепропетровской области Украины.
Код КОАТУУ — 1220755109. Население по переписи 2001 года составляло 80 человек.
4 июня 2024 года по решению кабинета министров Украины населённый пункт получил статус села.

## Географическое положение
Село находится на левом берегу реки Волчья, выше по течению на расстоянии в 1,5 км расположено село Ульяновка, ниже по течению на расстоянии в 4 км расположено село Богдановка, на противоположном берегу — пгт Васильковка. Через посёлок проходит автомобильная дорога Т-0401.